# Дворец правителя Маньчжоу-го

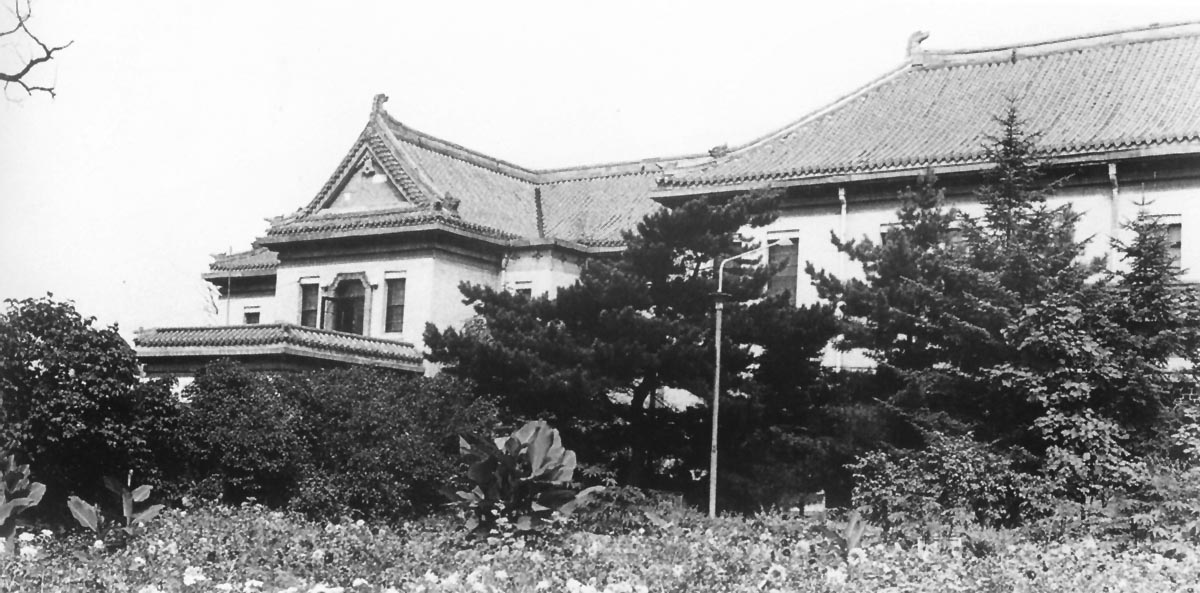
Императорский Дворец Маньчжоу-го

Императорский дворец Маньчжоу-го (кит. трад. 偽滿皇宮博物院, пиньинь Wěi Mǎn Huánggōng Bówùyuàn, палл. Вэй Мань Хуангун Боуюань, буквально Дворец-музей императора марионеточного государства Маньчжоу-го) — музей, расположенный на северо-востоке Чанчуня, провинция Цзилинь. Дворец являлся официальной резиденцией последнего китайского императора Пу И, бывшего верховным правителем (Императором) Маньчжоу-го. В КНР музей обычно обозначается как Марионеточный императорский дворец и Выставочный зал.

## Описание
В 1932 году японская армия, оккупировавшая северо-восток Китая, разместила органы власти в бывшем Транспортном Управлении соляной компании провинции Цзилинь-Хэйлунцзян (настоящее местоположение дворца). В нём Пу И жил во дворце с четырьмя женами с 1932 по 1945 год.
Дворец состоит из 10 зданий, построенных в различных архитектурных стилях: готическом, японском и традиционно китайском и занимает площадь в 137 тыс. м2. Помимо основных зданий для проведения официальных мероприятий, во дворце имелся императорский сад, теннисный корт, бассейн, столовые, а также галереи живописи и каллиграфии.
Без надлежащего дворца Пу И вместо этого был размещен в здании за пределами городской местности, недалеко от железнодорожных путей. Здание ранее было офисами Солт Габель, наделяя здание прозвищем «Соляной дворец». Здание было действительно неподходящим по своему назначению, оно было маленьким и тесным для дворца главы государства. Пу И жил в этом дворце с 1932 по 1945 год
8 августа 1945 года Советский Союз объявил войну Японской империи. Советская Красная Армия вторглась в Маньчжурию с севера. К 20 августа 1945 года Красная Армия захватила почти всю Маньчжурию. Японская империя сдалась безоговорочно, завершив Вторую мировую войну, и одновременно Маньчжурия прекратила свое существование. Пу И сбежал из дворца, пытаясь добраться до Японии самолётом, но был захвачен Советами. Дворец и окружающий город были разграблены.
В 1962 году структуры были сохранены и открыты как музей Императорского дворца Маньчжурии (упрощенный китайский: 伪满 皇宫 博物院 ; традиционный китайский: 偽滿 皇宮 博物院). Экспонаты были расширены за счет музея провинции Цзилинь в 1982 году и отремонтированы в 1984 году. Весь комплекс был отремонтирован в 2004 году. Дворец был фактическим местом в биографическом фильме Бернардо Бертолуччи 1987 года о Пу И, Последнем императоре. с изображением правления Пу И как императора Маньчжурии.
С момента открытия в 1984 году, его посетило более 4 млн туристов. Капиталовложения в проект составили 600 млн юаней (US $72.3 млн). После реставрации дворец стал демонстративной моделью и исследовательским центром по истории и культуре государства Маньчжоу-го. Также были восстановлены ипподром, бассейн и сад камней, которые первоначально существовали во дворце в маньчжурском стиле.

## Структуры
Маньчжурский Императорский дворец был спроектирован как миниатюрная версия Запретного города в Пекине. Он был разделен на внутренний двор и внешний двор. Внешний или передний двор использовался в административных целях, а внутренний или задний — как королевская резиденция. Дворец занимает площадь 43 000 кв.
Внутренний двор включает частные жилые помещения для Пу И и его семьи. Его основные сооружения включают здание Цзиси на западном дворе и зал Тондэ на восточном дворе. Внешний двор содержал здания для государственных дел. Его основные здания включают здание Цяньминь, здание Хуаньюань и зал Цзяле. Архитектура зданий в широком диапазоне стилей: китайский, японский и европейский.
В комплексе были сады, в том числе альпинарий и пруд для разведения рыбы, бассейн, бомбоубежище, теннисный корт, небольшое поле для гольфа и дорожка для лошадей.
Вокруг дворов было девять двухэтажных блокпостов для Императорской гвардии Манчжоу, и весь комплекс был окружен высокими бетонными стенами.

### Здание Цзиси
Здание Цзиси (ix 熙 楼) — было частным жилым помещением в русском стиле для императора и его ближайших родственников. В нём находились спальня, читальный зал, семейный зал, буддийская часовня и отдельные помещения для императрицы Ваньжун и наложницы Тан Юйлин. Первоначально это было офисное здание Эксклюзивного транспортного бюро Цзилинь-Хэйлунцзян, которое было построено в начале XX-го века.

### Зал Тондэ
Зал Tongde (ong 殿) — самое большое и впечатляющее из зданий дворца, с самым роскошным внутренним убранством. Первоначально управление по сбору налогов на соль в Цзилине, и поэтому его иногда называют «Соляным дворцом», японские инженеры реконструировали его с 1936 по 1938 год. Однако Пу И отказался использовать здание, так как считал, что оно прослушивается. В главном зале была сцена для танцевальной вечеринки в фильме Бернардо Бертолуччи « Последний император», хотя он никогда не использовался для этой цели.
Императорская наложница Ли Юйцинь находилась в восточной части второго этажа. Сегодня в здании хранится трон Маньчжоу, различные предметы мебели, некоторые копии коронных драгоценностей, флаги, некоторые платья и униформа, копия декларации независимости Маньчжурии и другие официальные предметы. Высоко за троном находится национальный герб с пятиконечной звездой разных цветов, представляющих пять национальностей маньчжурийского : маньчжурский (красный), китайский (желтый), монгольский (синий), японский (белый) и корейский (черный).

### Здание Циньминь
Здание Циньминь (in 民 楼) — офисное зданием Пу И. В его юго-восточном углу находится большая комната, где Пу И принимал иностранных послов и консулов, выдавал свидетельства о назначении и вручал медали своим правительственным чиновникам. В здании Циньминь разместился трон Манчукуо, который теперь был перенесен в Зал Тондэ для экспозиции музея.
Исторические экспонаты, выставленные в здании Циньминь, включают документы и фотографии с детства Пу И до взрослой жизни и восковые фигуры Пу И с одной из его жен. Дополнительные выставки подчеркивают военные зверства преступления от Второй мировой войны, такие как инциденты, связанные с Группой 731

### Дом Чжисю
Дом Чжисю (ix 秀 轩) — был отдельно стоящим сооружением, построенным в начале 1930-х годов. Император Пу И использовал его как неформальную столовую. Часть денег и драгоценностей Пу И хранилась в двух сейфах в задней квартире. После того, как вторая младшая сестра Пу И вышла замуж за Чжэн Гуанюаня, они некоторое время жили здесь. Когда здание Тондэ было построено, эта структура была преобразована в школу для детей сотрудников дворца.

### Дом Чанчуня
Дом Чанчуня (春 轩) был ещё одной отдельно стоящей структурой, спроектированной как зеркальное отображение Дома Чжисюэ, чтобы сохранить симметрию в планировке дворца. Сначала здесь жили четвёртая и пятая младшие сестры Пуйи. В июле 1937 года он был резиденцией отца Пу И, принца Чуна, когда он на короткое время посетил его, чтобы поздравить Пу И с тем, что он стал Императором. После этого резиденция использовалась императорской наложницей Тань Юйлинь.

### Здание Хуайюань
Здание Хуайюань (ai 楼) было построено осенью 1934 года как офис Императорского агентства по хозяйству в Маньчжурии, в котором размещался Имперский секретариат и различные внутренние дворцовые отделы. Здесь также находилась часовня Фэнсянь, где Пу И поклонялся своим родовым портретам и мемориальным доскам.

### Сихэюань
Сихэюань была другая структура Внутреннего дворца. Построенный в начале XX века, он был первоначально особняком Вэй Цзунляня, главы эксклюзивного транспортного бюро Цзилинь-Хэйлунцзян. После создания дворца он использовался в качестве кабинета для исполнительного департамента, где размещались кабинеты вице-министра Японии и соответствующих должностных лиц.

## Фотогалерея

### История
|  |  |  |  |  |

### Экскурсия, 2010 год
|  |  |  |  |  |  |